# Église Saint-Pierre de Cordebugle
L'église Saint-Pierre de Cordebugle aussi appelée église Saint-Pierre de Saint-Pierre-des-Bois est une église catholique située à Cordebugle, en France.

## Localisation
L'église est située dans le département français du Calvados, sur la commune de Cordebugle.
Arcisse de Caumont indique la paroisse s'appelait Saint-Pierre-des-bois avant la Révolution française.

## Historique
L'édifice actuel date du XIIe et du XVe siècle.
L'église est dédiée selon Arcisse de Caumont à saint Pierre et saint Paul.
Des modifications ont eu lieu dans l'édifice à diverses périodes.
L'édifice est inscrit au titre des monuments historiques le 17 avril 1931.
Une association de sauvegarde de l'édifice est créée en 2012. Des travaux d'importance sont nécessaires au début du XXIe, tant des façades, de la voûte en bois et des vitraux de l'édifice, du fait en particulier des dégâts liés au ruissellement.
Un pilier de briques est restauré en urgence en 2015 pour une somme de 7 000 € dont 2 000 € issus de la réserve parlementaire. Le montant global nécessaire à l'édifice se monte à 270 000 € soit des tranches de 30 000 €. La somme nécessaire aux travaux est revue à 300 000 € en septembre 2016. Des activités sont organisées par l'association de sauvegarde afin d'aider à financer ces derniers.

## Architecture
La tour du XIIe est bâtie en poudingue et est pourvue d'un toit en forme de pyramide en ardoises, daté du XVIe.
Le chœur permet une datation de la fin du XIIe selon Arcisse de Caumont et conserve au milieu du XIXe de belles fenêtres en lancettes. le mur sud est pourvu d'un contrefort et les ouvertures de ce côté ont été refaites. Une porte avec ogive est présente non loin de la tour. Le chevet possède une fenêtre trilobée.
La nef et le portail sont d'époque ogivale. Les ouvertures de la nef, excepté une, sont encore d'époque médiévale selon Arcisse de Caumont.
Les contreforts ont fait l'objet d'une réfection en briques pour la plupart. 
Le portail conserve une ogive et des contreforts. Les armoiries de l'évêque de Lisieux sont sculptées sur un des piliers. 
Le maître-autel et le retable sont d'époque Louis XIV, avec un antependium en broderie de perles.